# Julien Duvivier
Julien Henri Nicolas Duvivier (8. října 1896 Lille – 29. října 1967 Paříž) byl francouzský filmový režisér a scenárista.
Začínal jako herec ve filmech i v divadle Théâtre de l'Odéon, od roku 1918 byl asistentem režie u společnosti Gaumont a v roce 1919 režíroval svůj první film. Ve své kariéře natočil dvacet němých a třicet zvukových snímků.
K jeho nejvýznamnějším dílům patří Dravec (1933, v hlavní roli Harry Baur), Pevnost ztracených (1935) a Pépé le Moko (1937, v hlavní roli Jean Gabin), v nichž spojil drsné příběhy z podsvětí s psychologickým ponorem i poetickou atmosférou. V Československu natočil v roce 1936 film Golem, na němž původně spolupracoval s Janem Werichem a Jiřím Voskovcem, jejich ironický přístup k legendě však nakonec zamítl a dal přednost výpravné historické podívané. Je také autorem sociální komedie Dobrá parta (1936) a nostalgického romantického příběhu Její první ples (1937, v hlavní roli Marie Bellová).
V letech 1938 až 1946 působil v Hollywoodu. Po druhé světové válce natočil adaptaci Anny Kareninové s Vivien Leighovou v titulní roli, zfilmoval také humoristické knížky Giovannina Guareschiho o Donu Camillovi, jehož hrál Fernandel. Zemřel v roce 1967 na následky dopravní nehody, která ho postihla při natáčení filmu Ďábelsky váš.